# Jan Øberg
Jan Øberg (født 1951) er en dansk-svensk freds- og fremtidsforsker, ph.d. i sociologi.
Han er tidligere leder af Lund University Peace Research Institute (LUPRI) og tidligere generalsekretær for Den Danske Fredsfond i København. Øberg er medstifter og leder siden 1986 af TFF, Den Transnationale Stiftelse for Freds- og Fremtidsforskning (TFF), i Lund i Sverige.

## Bidrag til kinesiske statsmedier
Jan Øberg bidrager mod betaling til det kinesiske statsmedie China Daily, hvor Øberg blandt andet anfører, at "Real enemy of West is West itself, not China". Øbergs samarbejde med kinesiske statsmedier er blevet kritiseret, mens Øberg selv forsvarer sit engagement med kinesiske medier.

## Syn på Ruslands invasion af Ukraine
Jan Øberg har omtalt optakten til Ruslands invasion af Ukraine som "Forud for invasionen ligger 30 års total foragt over for Ruslands behov og protester. Nato har udvidet og udvidet, selv Ukraine, Sverige og Finland er i praksis forlovet med alliancen. Nato har uden grund ekspanderet helt op under skørterne på Rusland. Det handler om oplevet ydmygelse.".
Jan Øberg argumenterer for, at Ukraine ikke skal være medlem af NATO, men skal være et neutralt land, samt at sanktionerne over for Rusland efter dets invasion af Ukraine er for hårde..
Jan Øberg blevet kritiseret fra flere fløje, blandt andet fordi han beskrev den syriske præsident Bashar al Assads bombning af Alleppo som en befrielse.
Øberg kritiseres også for ikke at have udgivet akademiske artikler i 20 år.